# Bonnier News
Bonnier News Group AB är en mediekoncern inom Bonnier Group, omsätter cirka 8 miljarder kronor och har över 4 000 anställda, varav 2 200 är journalister. Bolaget har sin kärna i dagstidningarna Dagens Nyheter, Expressen och Dagens industri.
Affärsområdet Bonnier News Local, bildat 2020, samlar idag ett 40-tal lokala dagstidningar från Helsingborgs Dagblad och Sydsvenskan i söder till Örnsköldsviks Allehanda i norr. I Bonnier News ingår även tidigare Bonnier Magazines & Brands, numera en del av affärsområdet Expressen Lifestyle. Affärsområdet Bonnier News Business består i Sverige av tidningen Dagens industri och ett 20-tal branschtitlar, och utanför Sverige av en rad affärstidningar i bland annat Danmark, Polen och Slovenien samt företag inom utbildning och professionella tjänster.
Bonnier News ägs av Bonnier Group, som i sin tur ägs av familjen Bonnier.

## Affärsområden
Bonnier News har fyra affärsområden
- Expressen Lifestyle
- Dagens Nyheter
- Bonnier News Business
- Bonnier News Local

## Titlar inom affärsområde Expressen Lifestyle
- Allt i Hemmet
- Allt om Mat
- Allt om Resor
- Allt om trädgård
- Allt om vin
- Amelia
- Damernas Värld
- Expressen
- Gods&Gårdar
- GT, Göteborgs-Tidningen
- Gård&Torp
- Hembakat
- Hem och Antik
- Hälsoliv
- Korsord
- Kvällsposten
- Lantliv
- Leva&Bo
- M-Magasin
- Mama
- Sköna Hem
- Styleby
- Söndag
- Tara
- Teknikens Värld
- TV
- TV14

## Titlar inom affärsområde Dagens Nyheter
- Dagens Nyheter
- Kamratposten

## Titlar inom affärsområde Bonnier News Business verksamheter i Sverige
- Aktuell Hållbarhet
- Byggindustrin
- Dagens industri
- Dagens Media
- Dagens Medicin
- Dagens samhälle
- Dagligvarunytt
- Energimarknaden
- Estate media
- Fastighetsnytt
- Fond&Bank
- Market
- Resumé
- Risk&Försäkring
- Privata affärer

## Bonnier News Business verksamheter utanför Sverige[1]
- ANG – Tyskland
- Arslege – Polen
- Bankier.pl – Polen
- Business Media Croatia – Kroatien
- Børsen [2]– Danmark
- Dagens Medicin – Danmark
- Dagens Medisin – Norge
- DWN – Tyskland
- Finance – Slovenien
- Hoiva & Terveys – Finland
- Infolex – Litauen
- Kiinteistö-uusitset – Finland
- NHI – Norge
- Puls Biznesu – Polen
- Puls Medycyny – Polen
- Spotdata – Polen
- Verslo žinios[3] – Litauen
- Äripäev – Estland

## Titlar inom affärsområde Bonnier News Local
- 100%Avesta
- Arbetarbladet
- Arboga Tidning
- Avesta Tidning
- Bandypuls
- Borlänge Tidning
- Bärgslagsbladet
- Dala-Demokraten
- Fagersta-Posten
- Falköpings Tidning
- Falu-Kuriren
- Finnveden NU
- Gefle Dagblad
- Helsingborgs Dagblad
- Hela Ö-vik
- Hockeypuls
- Hudiksvalls Tidning
- Höglandet NU
- Jnytt
- Jönköping NU
- Jönköpings-Posten
- Ljusdals-Posten
- Ljusnan
- Länstidningen Södertälje
- Länstidningen Östersund
- Mora Tidning
- Nerikes Allehanda
- Norrtelje Tidning
- Nya Ludvika Tidning
- Nynäshamns Posten
- Sala Allehanda
- Skaraborgs Läns Tidning
- Skånska Dagbladet
- Skövde Nyheter
- Smålands Dagblad
- Smålänningen
- Smålands-Tidningen
- Sundsvalls Nyheter
- Sundsvalls Tidning
- Sydsvenskan
- Söderhamns-Kuriren
- Södertäljeposten
- Södra Dalarnes Tidning
- Tidningen Härjedalen
- Tidningen Ångermanland
- Tranåsaktuellt
- Tranås-Posten
- Tranås Tidning
- Vetlands-Posten
- VLT
- Värnamo Nyheter
- Västbo Andan
- Västgöta-Bladet
- Öreboroar'n
- Örnsköldsviks Allehanda
- Östersunds-Posten

## Titlar delägda viaGota Media[4]
- Barometern OT
- Blekinge Läns Tidning
- Borås Tidning
- Kalmar Läns Tidning
- Kristianstadsbladet
- Smålandsposten
- Sydöstran
- Trelleborgs Allehanda
- Ulricehamns Tidning
- Växjöbladet
- Ystads Allehanda
- Ölandsbladet

## Övriga svenska företag
- Bold Printing - Tryckerigrupp omfattande DNEX-tryckeriet i Akalla, Borås Tidning Tryckeri och Sydsvenskan Tryck[5]
- Citypaketet - Annonssamarbete mellan Dagens Nyheter, Göteborgs-Posten och Sydsvenskan.
- Marieberg Media - Bemanningsföretag för journalister
- Premo (delägare till 50 %) - Distributör av morgontidningar
- Scanpix (delägare till 30 %) - Bildbyrå